# Ludność Torunia
Ludność Torunia – liczba mieszkańców Torunia na przestrzeni lat.

## Historia
Według szacunków przeprowadzonych w latach 90. XX wieku przez S. Cackowskiego, ludność Torunia w XVI wieku wynosiła 12 tys. osób. Ze względu na brak materiału źródłowego ustalenie ludności Torunia na początku XVIII wieku jest utrudnione. Po oblężeniu miasta przez Szwedów w 1703 roku w Toruniu znajdowało się 781 domów. Jerzy Wojtowicz przy założeniu, że w jednym domu mieszkało dziewięć osób, oszacował liczbę mieszkańców na 7029 osób. Wskaźnik ten Wojtowicz uznał jednak za zaniżony podkreślając, że po wojnie stopień zagęszczenia ocalałych domów z reguły rośnie. Według wykazów pogłównych Wojtowicz obliczył, że w 1729 roku w Toruniu mieszkało 4369 osób dorosłych, a w 1769 roku 4409. Liczby te są również szacunkowe, gdyż ok. 30% mieszkańców unikało płacenia pogłównego. Wraz z dziećmi liczba mieszkańców Torunia w XVIII wieku wynosiła ok. 8-10 tys. osób. Liczba osób przyjezdnych, które otrzymało obywatelstwo Torunia w latach 1700–1793, wyniosła 951.

### Księstwo Warszawskie
Czasy napoleońskie dla Torunia, liczącego wówczas ok. 7 100 mieszkańców, oznaczały ogromne osłabienie gospodarcze, kontrybucje i zniszczenia. W styczniu 1813 roku, przygotowując miasto do oblężenia przez wojska rosyjskie, na rozkaz francuskiego marszałka Louisa Davout, zburzono prawie doszczętnie wszystkie przedmieścia (m.in. Podgórz i Mokre) i podmiejskie wsie. W wyniku m.in. tych działań liczba mieszkańców Torunia spadła o ponad 1000.

### Okres pruski
W 1815 roku na mocy postanowień Kongresu Wiedeńskiego Toruń wrócił do Królestwa Prus, a liczba jego ludności wynosiła wówczas 6 911 mieszkańców. Wskutek rozwoju gospodarczego, dynamicznej rozbudowy miasta oraz migracji liczba mieszkańców Torunia w 1831 roku wynosiła już 8631. W późniejszym okresie na demografię miasta wpływ miała także, oddana do użytku w 1862 roku, pierwsza linia kolejowa łączącą miasto z Warszawą i Bydgoszczą. Zwiększenie liczby mieszkańców nastąpiło również w 1906 roku, kiedy to powiększono obszar Torunia o gminę Mokre. W tym samym roku populacja miasta wynosiła 46 000.

### Dwudziestolecie międzywojenne
Po odzyskaniu przez Polskę niepodległości Toruń, liczący w 1921 roku ok. 37,8 tys. mieszkańców, został stolicą województwa pomorskiego i siedzibą najważniejszych instytucji wojewódzkich. W 1930 roku liczba mieszkańców przekroczyła 55 000. Na wzrost populacji miasta w okresie międzywojennym wpłynęło także włączenie w 1936 roku do obszaru administracyjnego Torunia fragmentu Nieszawki. Rok później przyłączono do miasta gminę miejską Podgórz, zaś w 1938 roku gminy wiejskiej Podgórz—Stawki, Rudak oraz część Nieszawki. Tego samego roku do Torunia przyłączono również fragment gminy Lulkowo i część gromady Różankowo. Przed wybuchem II wojny światowej populacja Torunia wynosiła ponad 80 000 mieszkańców. 

### II wojna światowa
Do Torunia oddziały Wehrmachtu wkroczyły 7 września 1939 roku i decyzją władz niemieckich został on wcielony do III Rzeszy. Już w pierwszych dniach wojny wielu mieszkańców miasta aresztowano i uwięziono w obozach dla internowanych, skierowano na przymusowe roboty w głąb Rzeszy oraz wykwaterowano. Na koniec wojny liczba ludności Torunia spadłą o ok. 15 tys.

### Po 1945
W 1946 roku Toruń liczył 68 085 mieszkańców. Wraz z rozwojem przemysłu, migracji oraz dodatniego przyrostu naturalnego liczba mieszkańców pod koniec 1975 roku przekroczyła 150 000. Lata 70. i 80.XX w. to kolejny wzrost liczby mieszkańców. W 1976 roku przyłączono do Torunia Kaszczorek, Bielawy i część Grębocina, co spowodowało m.in. intensywny wzrost budownictwa mieszkaniowego. Powstały wówczas trzy wielkie osiedla: Rubinkowo I, Rubinkowo II i Na Skarpie. Według danych GUS najwyższą liczbę ludności Torunia odnotowano 30 czerwca 1999: 211 993 osób..
Po 2003 roku liczba ludności Torunia spada, a głównym tego powodem jest osiedlanie się jego mieszkańców w podmiejskich gminach, które bezpośrednio graniczą z miastem (Łysomice, Lubicz, Zławieś Wielka, a także Mała i Wielka Nieszawka).
W 2021 roku liczba mieszkańców Torunia wyniosła 196 935.

## Liczba mieszkańców
| Data            | Liczba ludności | Uwagi                                             |
| --------------- | --------------- | ------------------------------------------------- |
| 31 grudnia 2020 | 198 613         |                                                   |
| 31 grudnia 2021 | 197 112         | Narodowy Spis Powszechny Ludności i Mieszkań 2021 |
| 31 grudnia 2022 | 195 690         |                                                   |
| 31 grudnia 2023 | 194 771         |                                                   |

Liczba mieszkańców miasta od końca XIV wieku:
Uwagi:

1. Wartości szacunkowe.

2. Wartości hipotetyczne.

3. Ludność wraz wojskiem.